# Thomas Fritsch (Verleger)

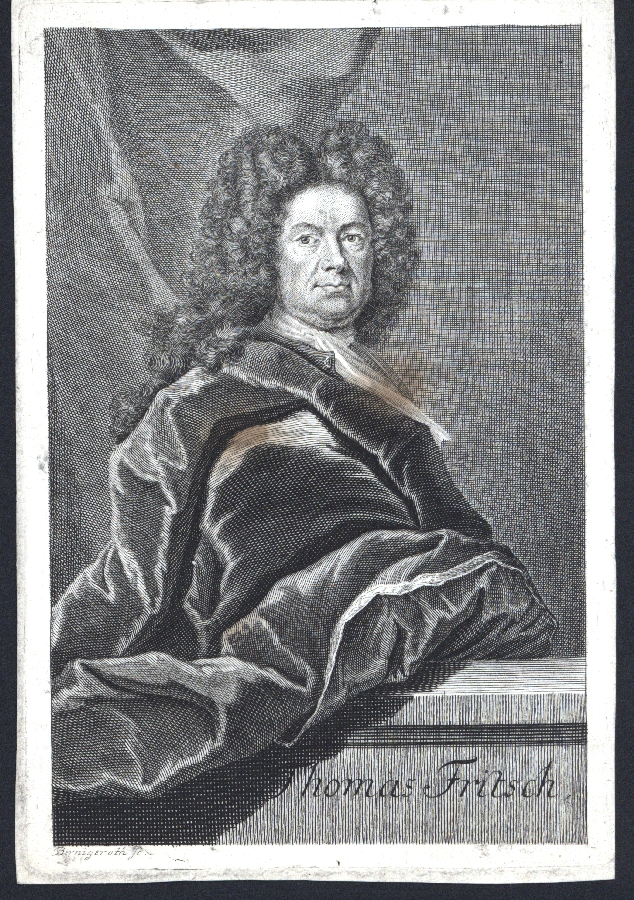
Thomas Fritsch

Titelblatt und Frontispiz der Neukirch’schen Sammlung, 1. Teil 1697

Thomas Fritsch (* 1666; † 10. Dezember 1726), Sohn von Johann Friedrich Fritsch, war einer der wichtigsten Verlagsbuchhändler des frühen 18. Jahrhunderts. Sein Sohn war der sächsische Staatsmann Thomas Freiherr von Fritsch (1700–1775).

## Leben
Fritschs Vater verstarb 1680, womit Johann Friedrich Gleditsch sein Stiefvater wurde, er führte das väterliche Geschäft bis zur Übergabe 1693.
Fritsch verlegte ab 1697 die von Benjamin Neukirch herausgegebene, unter dem Namen Neukirch’sche Sammlung berühmt gewordene Gedichtanthologie, die für die junge Autorengeneration Wegbereiter des galanten Stils in der Poesie werden sollte. 1699 brachte Fritsch Gottfried Arnolds spektakuläre Kirchen- und Ketzerhistorie auf den Markt. 1709 veröffentlichte Fritsch das Allgemeine Historische Lexikon in 5 Bänden, die deutsche und erweiterte Ausgabe des ursprünglich in einem Band erschienenen ersten großen Geschichtslexikons von Moreri, das erstmals 1674 erschienen war, und 1721 Jablonskis Allgemeines Lexicon der Künste und Wissenschaften.